# بنة كهل (أوجان الغربي)
بنة كهل (بالفارسية: بنه‌کهل) هي مستوطنة تقع في إيران في قسم أوجان الغربي الريفي. يقدر عدد سكانها بـ 646 نسمة .